# Buch (Heraldik)

Bibel im Wappen von Luven, Schweiz

Das Buch ist in der Heraldik eine gemeine Figur und steht symbolisch für die Gelehrsamkeit.
Ob ein aufgeschlagenes oder geschlossenes Buch im Wappen dargestellt wird, legt die Beschreibung fest. Bekannt ist das aufgeschlagene Buch mit dem Markuslöwen. Die Darstellung im Wappen ist vielfältig. Die Bibel, als das Buch der Bücher, ist in Luven, im Bezirk Surselva des Kantons Graubünden in der Schweiz, aufgeschlagen. Auf einer Seite ist das A für den Anfang und die heraldisch linke Seite zeigt das Omega für das Ende. Die russische Stadt Perm führte ein Buch bereits im 17. Jahrhundert im Wappen.

## Beispiele
- Viele neuere Staatswappen zeigen ein Buch, wie das von Angola und der Dominikanischen Republik.
- Universitäten zeigen oft ein oder mehrere Bücher im Wappen
- Eine besondere Form stellt das Beutelbuch dar, wie es im Logo und Wappen des Schottenstifts in Wien gezeigt wird, zitiert auch im Wappen des Wiener Stadtteils Breitenlee.

Koran im Wappen Afghanistans
Wappen Angolas
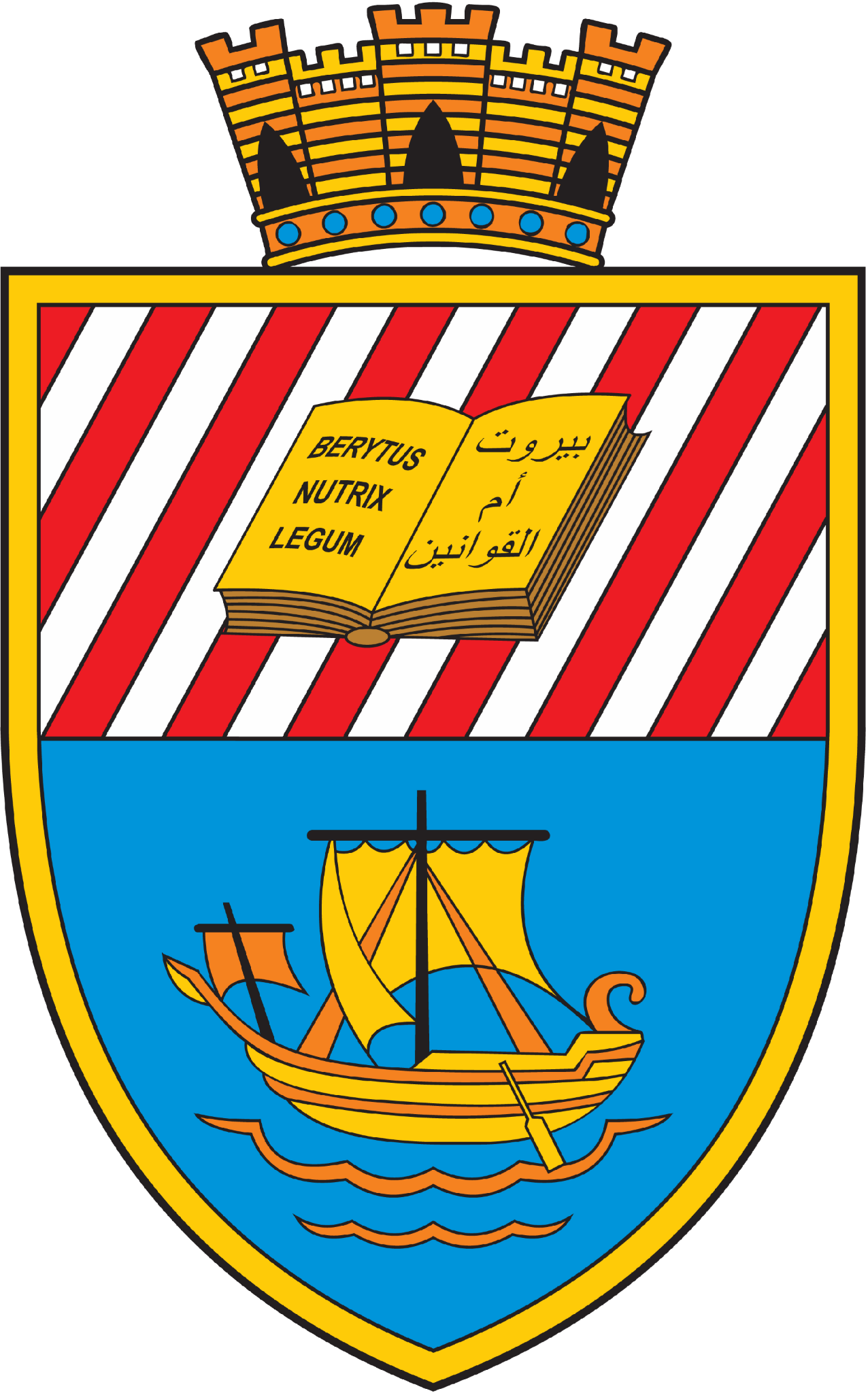
Wappen von Beirut
Wappen von Bever GR
Wappen von Blekendorf
Wappen von Bläswitz
Wappen von Bnei Berak
Bochum als redendes Wappen
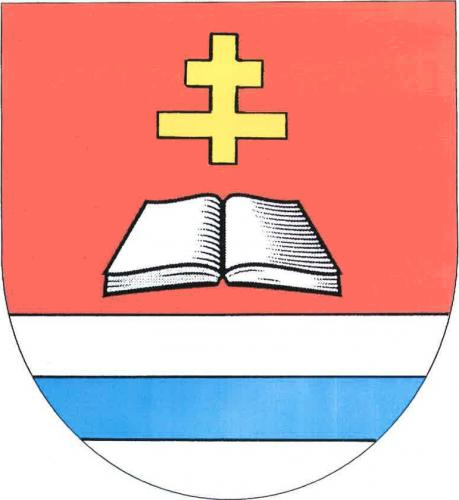
Wappen von Bogenau
Wappen von Ober Böhmisch Rothwasser
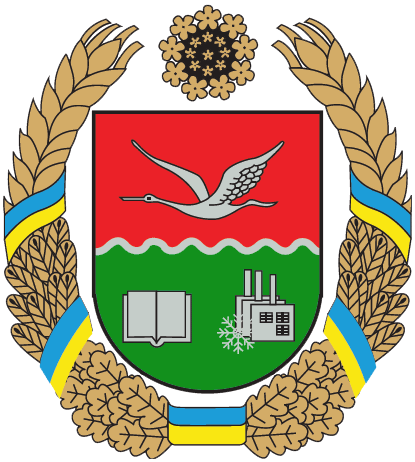
Wappen von Rajon Borodjanka
Wappen von Borownitz
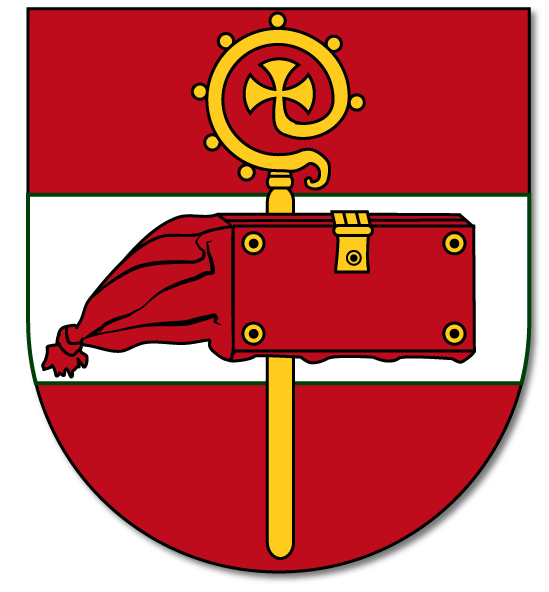
Wappen des Wiener Stadtteils Breitenlee
Wappen Burkina Fasos
Oktoich im Wappen von Cetinje
Wappen von Oblast Charkiw
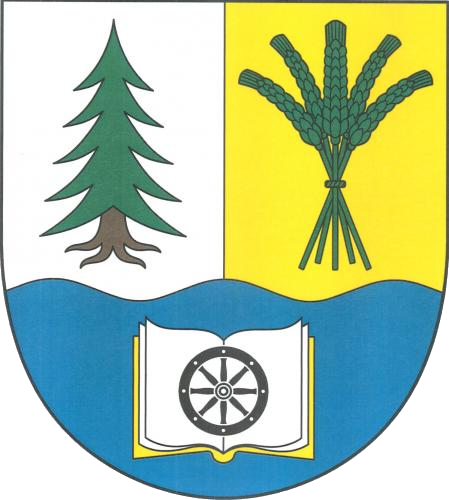
Wappen von Chraschtian
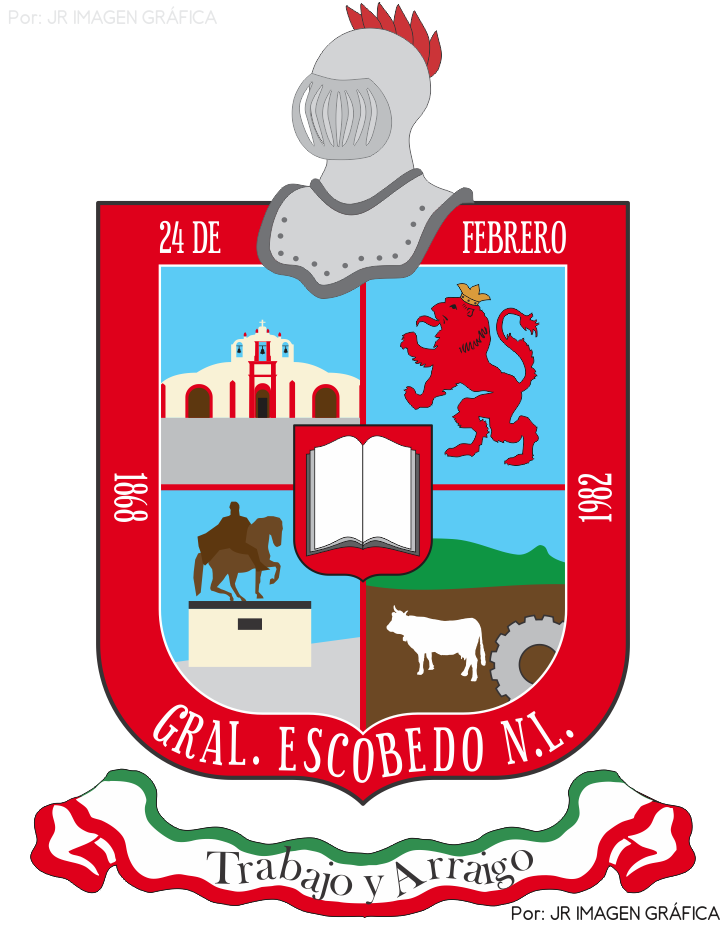
Wappen von Ciudad General Escobedo
Wappen von Debrezin
Wappen der Dominikanischen Republik
Wappen von Duschanbe
Wappen von Erlau
Wappen von Erzeparchie Eperies
Wappen von Gabrowo
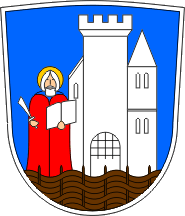
Wappen von Gottschee
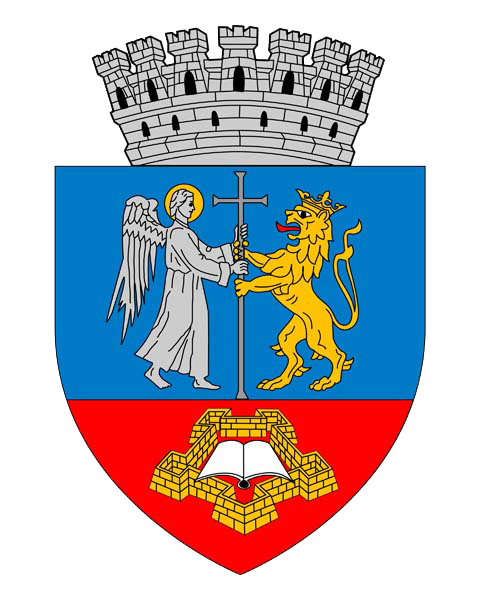
Wappen von Großwardein
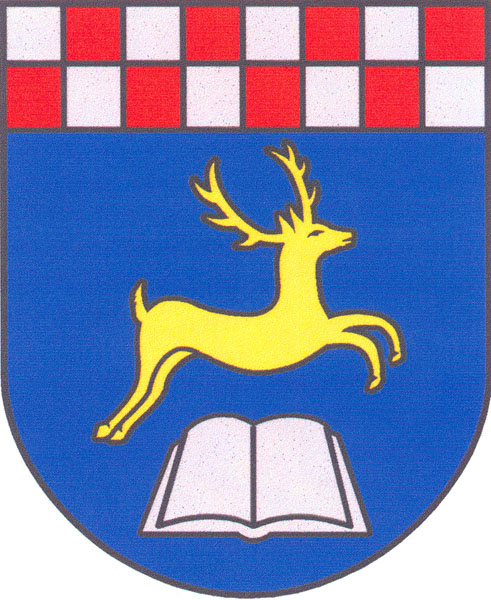
Wappen von Hotzendorf
Wappen von Höhn
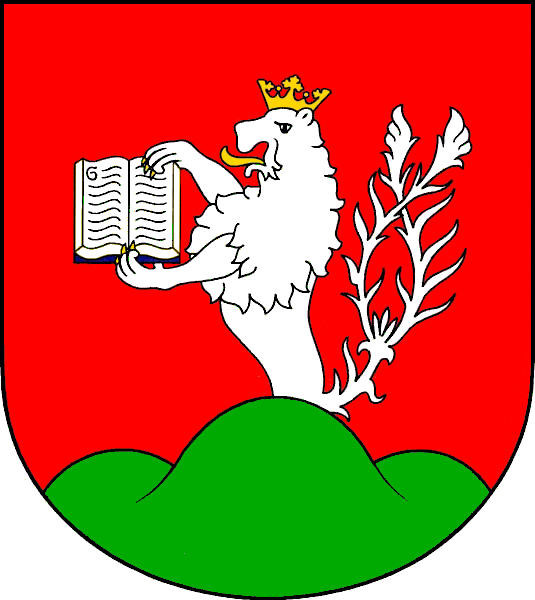
Wappen von Hudlitz
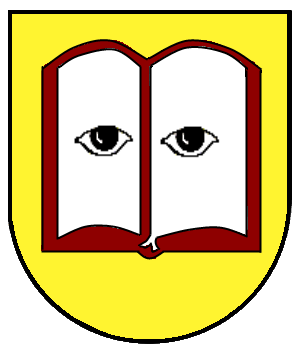
Wappen von Kerkingen
Wappen von Kobiele Wielkie
Wappen von Leidenborn
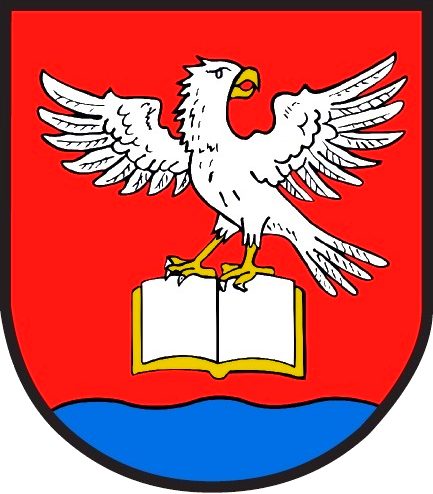
Wappen von Libotschan
Wappen von Liptau-Sankt-Nikolaus
Wappen von Powiat Lomscha
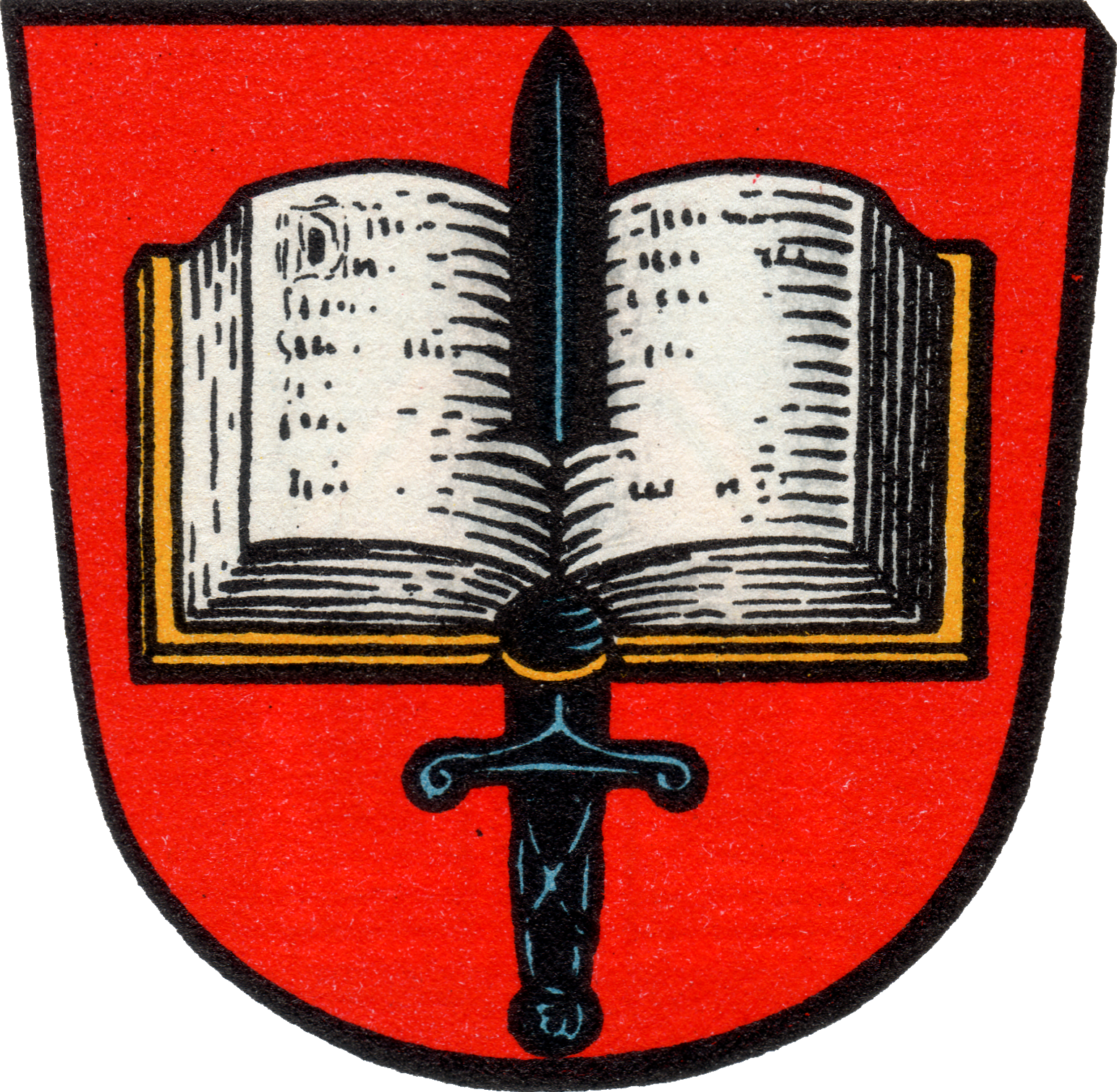
Wappen von Lorchhausen
Wappen von Luzk
Wappen von Lyschansk
Wappen von Makedonska Kamenica
Wappen von Marienburg
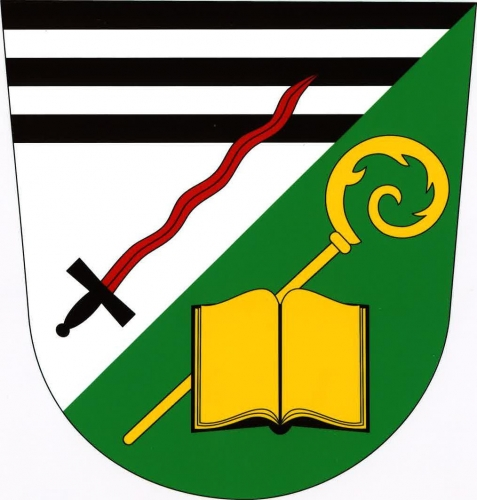
Wappen von Medlitz
Wappen von Melitopol
Wappen des Bundesstaates México
Wappen von Modriča
Wappen von Moratitz
Wappen Mosambiks
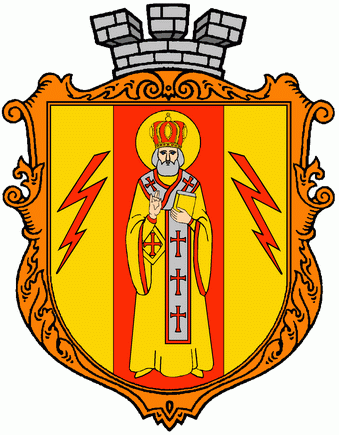
Mykolajiwka
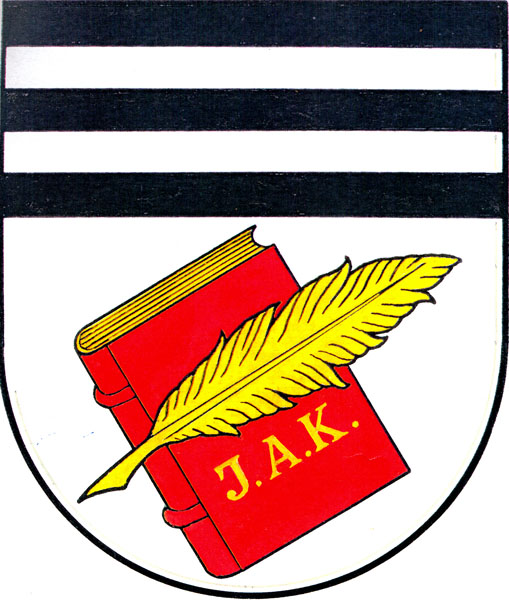
Wappen von Niwnitz
Wappen von des Nordkaukasisches Emirates in Jahren 1919–1920
Koran und Sunna im Wappen des Osmanischen Reiches
Evangelium (Goldenes Buch) im Wappen von Perm
Wappen von Petropawl
Wappen von Prag-Unter Habern
Wappen von Rechowot
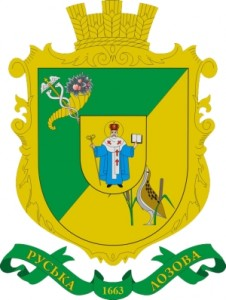
Wappen von Ruska Losowa
Wappen von Rzekuń
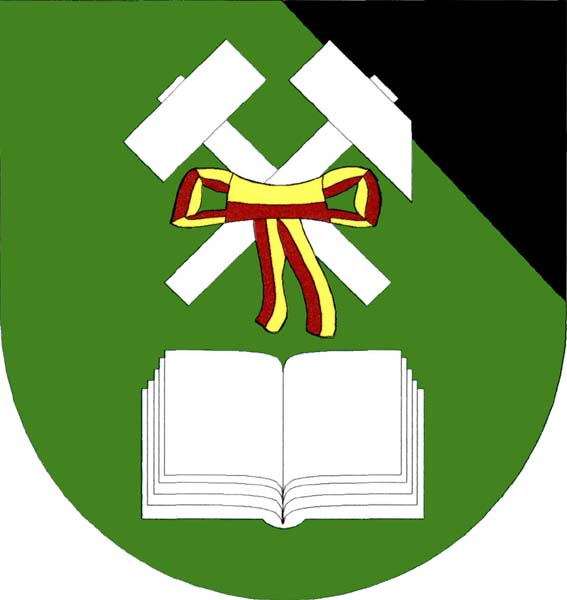
Wappen von Segen Gottes
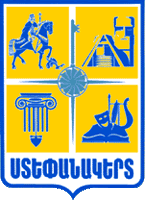
Wappen von Stepanakert
Wappen von Stößer
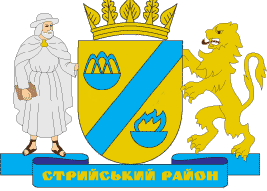
Wappen von Rajon Stryj
Wappen von Teletz
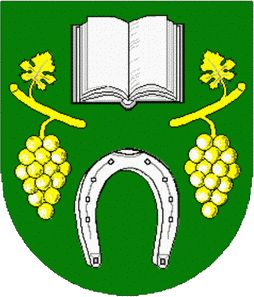
Wappen von Tischau
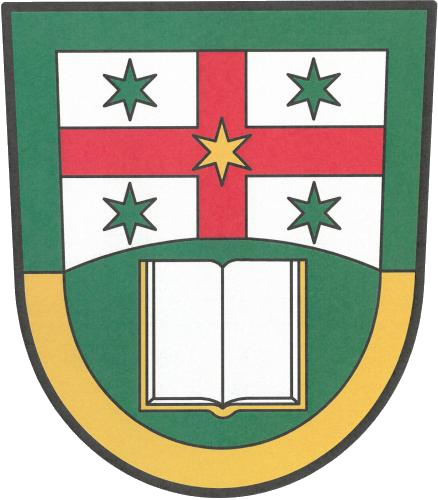
Wappen von Tschernoutschek
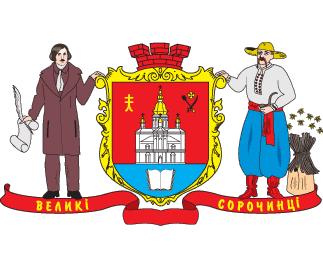
Wappen von Welyki Sorotschynzi
Wappen von Venedig
Wappen von Wilkomir
Wappen von Zamość
Bibel im Wappen von Zliner Region
Wappen der Universität Cambridge
Logo der Universität Edinburgh
Logo (Badge) der Universität Oxford
Logo der Universität für Verteidigung (Brünn, Tschechien)
Wappen der Republik Venedig (Markuslöwe mit dem aufgeschlagenen Buch)
Logo der Italienische Sozialistische Partei in den Jahren 1978–1987